# Новониколаевка (село, Волновахский район)
Новоникола́евка (укр. Новомиколаївка) — село на Украине, находится в Волновахском районе  Донецкой области.
Код КОАТУУ — 1421582406. Население по переписи 2001 года составляет 193 человека. Почтовый индекс — 85766. Телефонный код — 6244.
В 1923 г. приказом Мариупольского окрисполкома в ознаменование 6-й годовщины Октябрьской революции село Ново-Николаевка переименовано в Каменево.

## Адрес местного совета
85765, Донецкая область, Волновахский р-н, с. Златоустовка, ул.Ленина, 50